# 1834 в Україні

## Події
- 28 серпня (9 вересня) — почалися заняття у Київському університеті Св. Володимира.

## Особи

### Народились
- 6 січня, Руданський Степан Васильович (1834—1873) — український поет, перекладач античної літератури. Автор класичних сатир на міжнаціональну та антиімперську тематику.
- 25 січня, Кондаракі Василь Христофорович (1834—1886) — кримський краєзнавець.
- 30 січня, Антонович Володимир Боніфатійович (1834—1908) — український історик, археолог, етнограф, археограф, член-кореспондент Російської АН; професор Київського університету; співорганізатор Київської Громади, член Київського товариства старожитностей і мистецтв.
- 13 березня, Дурново Іван Миколайович (1834—1903) — російський державний діяч, губернатор Чернігівської та Катеринославської губерній.
- 17 березня, Зарудний Митрофан Іванович (1834—1883) — російський юрист, письменник.
- 23 березня, Площанський Венедикт Михайлович (1834—1902) — публіцист, громадський діяч й історик.
- березень, Хартахай Феоктист Авраамович (1834—1880) — педагог, історик, етнограф, засновник перших середніх навчальних закладів у Маріупольському повіті, перший дослідник історії греків Приазов'я.
- 26 квітня, Бец Володимир Олексійович (1834—1894) — український анатом і гістолог, педагог, громадський діяч, професор Київського Університету, член багатьох наукових товариств.
- 28 квітня, Саламон Щасний (1834—1900) — греко-католицький священик, публіцист, український фольклорист.
- 8 травня, Вовк-Карачевський Василь Никодимович (1834—1893) — громадсько-культурний діяч, перекладач Євангелія, публіцист, журналіст.
- 10 травня, Алексєєв Георгій Петрович (1834—1914) — катеринославський поміщик, маршалок шляхти Катеринославської губернії, почесний громадянин міста Катеринослава.
- 20 червня, Лазаревський Олександр Матвійович (1834—1902) — український історик, генеалог, джерелознавець та видавець.
- 1 серпня, Деркачов Ілля Петрович (1834—1916) — український та російський методист початкової школи, педагог, дитячий письменник.
- 8 серпня, Федькович Осип-Юрій Адальбертович (1834—1888) — український письменник-романтик, передвісник українського національного відродження Буковини.
- 13 вересня, Свидницький Анатолій Патрикійович (1834—1871) — український письменник, громадський діяч і фольклорист.
- 15 вересня, Смідович Вікентій Гнатович (1834—1894) — російський лікар, громадський діяч.
- 10 листопада, Музиченко-Цибульський Родіон Корнійович (1834—1912) — художник, реставратор, учитель малювання.
- 22 грудня, Людвік Вежбицький (1834—1912) — архітектор, організатор залізничного руху на Галичині та Буковині, мистецтвознавець. Перший директор Станіславівської залізниці (1894—1897), директор Львівської залізниці (1897—1904).
- Згарський Євген Якович (1834—1892) — український письменник.
- Каразін Іван Іванович (1834—1903) — громадський діяч, ботанік-акліматизатор.
- Ковальський Тит (1834—1910) — священик Перемишльської єпархії ГКЦ, громадський діяч, посол Галицького Сейму 5-го та 6-го скликань.

### Померли
- 4 травня, Ксенофонт (Троєпольський) (1760-ті — 1834) — педагог і проповідник, єпископ Відомства православного сповідання Російської імперії, архієпископ Подільський і Брацлавський.
- 1 вересня, Йозеф Пічман (1758—1834) — польсько-український художник-педагог, портретист.
- 14 вересня, Ісая (Балошескул) (1765—1834) — православний архієрей, єпископ Чернівецько-Буковинської єпархії (1823—1834).
- 5 жовтня, Маврицій Гославський (1802—1834) — польський поет, представник «української школи» в польській літературі.
- Григорій Відорт (1764—1834) — польський та український поет, співак, торбаніст.

## Засновані, створені
- Байкове кладовище
- Київська міська дума
- Київський національний університет імені Тараса Шевченка
- Наукова бібліотека імені М. Максимовича
- Національний педагогічний університет імені М. П. Драгоманова
- Фізичний факультет Київського національного університету імені Тараса Шевченка
- Філософський факультет Київського національного університету імені Тараса Шевченка
- Юридичний факультет Київського університету Святого Володимира
- Державний дендрологічний парк «Тростянець» НАН України
- Херсонський морський коледж
- Ананьївський повіт
- Великоанадольський ліс
- Бабарики
- Валуйське (село)
- Вапнярка (Роздільнянський район)
- Мирнопілля (Арцизький район)
- Рагівка
- Сивір
- Тишенківка (село)

## Видання, твори
- Абецадло
- Голова жінки (Шевченко)